# 6383 Tokushima
6383 Tokushima (1988 XU1) là một tiểu hành tinh vành đai chính được phát hiện ngày 12 tháng 12 năm 1988 bởi M. Iwamoto và T. Furuta ở Tokushima.